# ريجنالد إي. بوشامب
ريجنالد إي. بوشامب (بالإنجليزية: Reginald E. Beauchamp)‏ هو نحات أمريكي، ولد في 1910، وتوفي في 2000.